# Sayid Abdullah
Isfandiyar Khan, död 1933, var khan av Khanatet Khiva mellan 1918 och 1920.
Han var son till Muhammad Rahim Khan II. Hans far efterträddes 1910 av hans bror Isfandiyar Khan. Hans bror gjorde generalen Junaid Khan till de facto regent. År 1918 avsattes Isfandiyar Khan av Junaid Khan, som sedan uppsatte Sayid Abdullah på tronen som marionett. 
Efter ryska revolutionen allierade sig turkmenska stamledare med röda armén och började strida mot Junaid Khans armé för att avskaffa monarkin. Röda armén fick slutligen övertaget, jagade bort Junaid Khan och intog huvudstaden. 2 februari 1920 abdikerade Sayid Abdullah och khanatet Khiva avskaffades och ersattes med Khorezm PSR. Sayid Abdullah och nio av hans manliga familjemedlemmar arresterades och dömdes till exil i Ukraina, och den före detta kungafamiljens egendom konfiskerades. De övriga medlemmarna av hans familj tilläts stanna. 